# Slottet
Ne doit pas être confondu avec Slottet (Stord).
Slottet est une île norvégienne du comté de Hordaland appartenant administrativement à Bømlo.

## Description
Rocheuse et pratiquement désertique, elle s'étend sur environ 1,2 km de longueur pour une largeur approximative de 812 m. 